# Cirrhitops mascarenensis
Cirrhitops mascarenensis is een straalvinnige vissensoort uit de familie van de koraalklimmers (Cirrhitidae). De wetenschappelijke naam van de soort is voor het eerst geldig gepubliceerd in 2008 door Randall & Schultz.